# Dylan Rigot
Pour les articles homonymes, voir Rigot.
Dylan Rigot, né le 10 octobre 1989 à Saint-Claude (Guadeloupe), est un athlète français.

## Carrière
Aux Championnats de France d'athlétisme 2020 à Albi, il termine troisième de la finale du 100 mètres.
Il participe aux épreuves d'athlétisme aux Jeux européens de 2023 qui font aussi office de Championnats d'Europe d'athlétisme par équipes 2023 à Chorzów ; il termine troisième du relais 4 × 100 mètres.